# ウェイファインディング

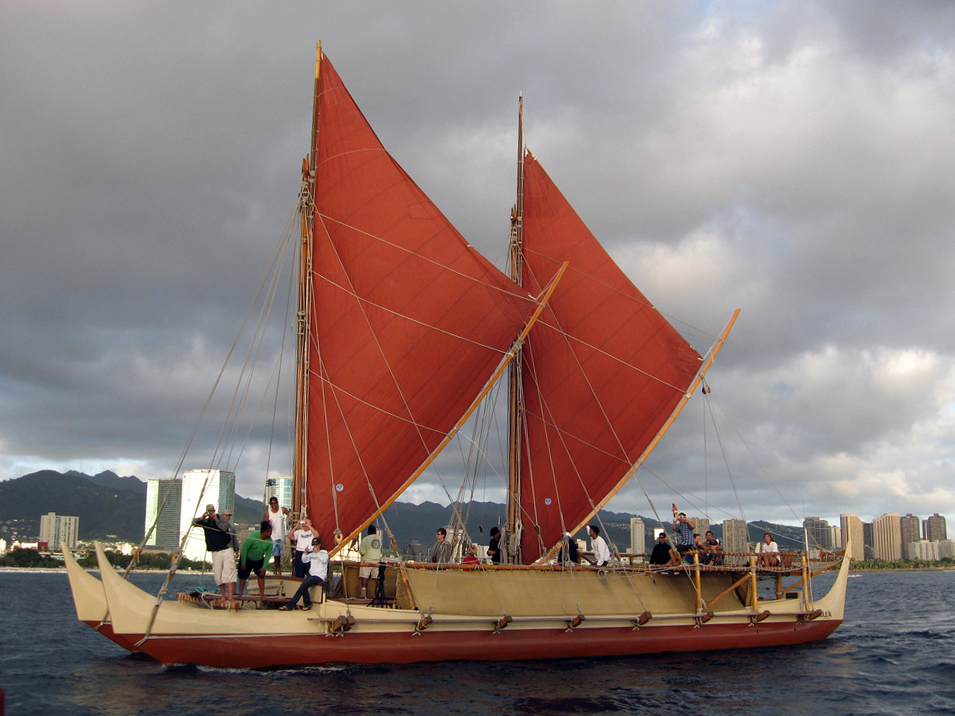
ホノルルを出港するホクレア号（2009年）

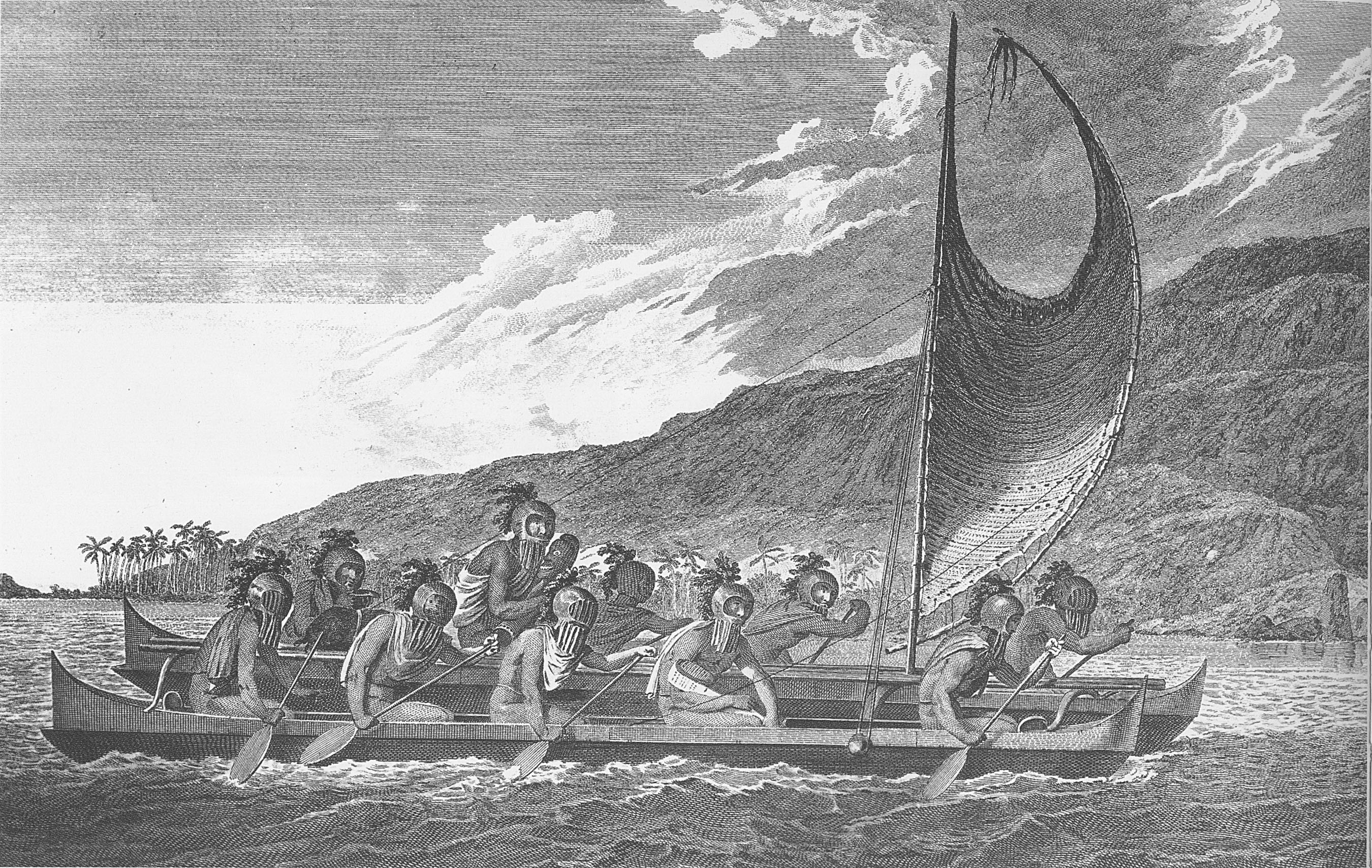
ハワイの航海者たち（1781ころ）

ウェイファインディング（Wayfinding) は、一般にポリネシア航法とも呼ばれ、広義にはオセアニア諸地域で用いられているGPS、六分儀、羅針盤、海図、クロノメーターなどの機器を用いない航海術のことである。狭義には、1980年にハワイ在住のナイノア・トンプソンが考案・命名した航法技術のことである。スターナヴィゲーションとも呼ばれることもある。
ポリネシア、ミクロネシアの先住民たちは極めて広大な海域に点在する島々で生活していたため、航海カヌーによる遠洋航海を行う必要があったが、その際には陸地が一切見えなくなることも多かった。そこで彼らは天体観測、海流や波浪の観測、生物相の観察、風向の観測などから自らの現在位置と方向を推測する航法技術を発達させた。これが広義の「スター・ナヴィゲーション」である。

## 呼称について
「スター・ナヴィゲーション/スター・ナビゲーション」の呼称は俗称であり、自らの航法技術を「スター・ナヴィゲーション」と呼んでいる航海者は実際のところ殆ど見あたらない。研究者は「伝統的航法(航海）術(Traditional Navigation)」と呼ぶことが多い。他に日本語では主に雑誌メディアにおいて「伝統航海術」という訳語も使用されている。
これらの技術が「スター・ナヴィゲーション」と呼ばれるのは、英語では「スター・コンパス」と呼ばれる、天体と方角を結びつけた方角算出技法が共通して用いられているからである（細部は流派によって異なる）。
これらの航法技術の中には伝統的な技術を途切れなく継承しているもの（ミクロネシア及び域外ポリネシア）と、現代になって新たに考案されたものがある。日本の一部の著述ではこれらを混同して「伝統航海術」と呼んでいるが、実践者や研究者の間ではこれらの違いは明確に区別されており、前者は「伝統的航法術traditional navigation」、後者は「近代ウェイファインディング(modern wayfinding)」と呼ばれる。「ウェイファインディング」とはナイノア・トンプソンの考案・命名による航法技術のことで、この名称はナイノア・トンプソンが師事した地質学・天文学の教育者ウィル・クセルク（Will Kyselka)元ハワイ大学助教授の命名である。

## 系統
現在存在している広義の「スター・ナヴィゲーション」には大きく分けると三つの系統が存在する。

### ミクロネシアの技術
一つはミクロネシア連邦のカロリン諸島に存在する系統である。代表的な航法師としてマウ・ピアイルックが挙げられる（他にも優れた航法師は多数存在しているが、メディアへの登場という点でピアイルックは突出している）。この系統に特徴的な技術として、島影と天体の見え方の関係を利用する「エタク（etak）」、ある特定の航路上で必要となる知識の概要「ウォファヌ（wofanu）」を詠唱chantの形で記憶するなどの技法がある。後者はケネス・ブラウワーのエッセイ集『サタワル島へ 星の歌(A Song for Satawal)』で有名となり、英語ではしばしば「スター・ソング」と呼ばれるが、明確なメロディやハーモニーを備えた、西洋的な意味での歌唱singingというわけではない。
ピアイルックはカロリン諸島系の技術を応用して、ハワイ・タヒチ間やハワイ・グアム間などポリネシア海域での航海も成功させている他、ルイス・レッパンは沖縄島まで、ベルナルド・ガアヤンは小笠原父島までの航法を行うなど、ミクロネシア海域外での使用例も少なくない。
かつては数多くの流派が存在したとされているが、現在まで残るのはワリユング流とファルーク流の2系統である。前述のピアイルック他、ユルピイ、レパングラング、レパングナップ、ラプウィらの兄弟もワリユング流に属する。ワリユング流の発祥の地はチューク州のプンナップ島であるとされている。ワリユング流やファルーク流の航法術を一通り学び終えたと認定された航海者は、ポゥと呼ばれる儀式を済ませることで一人前と認められる。

### 域外ポリネシアの技術
メラネシアのソロモン諸島の離島、サンタ・クルス諸島のタウマコ島(Taumako)にも、古代からの航法技術が伝えられている。タウマコ島はメラネシア海域に存在しているが、ポリネシア系の先住民が生活する域外ポリネシア(Polynesian Outlier)である。この系統の技術は上記のミクロネシア系の技術よりも風を用いる割合が多い（この技術は「ウィンド・コンパス」と呼ばれている。ただし「ウィンド・コンパス」そのものはカロリン諸島の航法術にも存在する）。またミクロネシアでは女性に関わるタブーが存在するが、タウマコにおいては航法技術は男女ともが学びうるもので、過去には女性の航法師も存在していた。代表的な航法師としてパラマウントチーフ・クルソ・カヴェイアが挙げられる。この系統の航法術は、メラネシア系の住民との政治的な対立などもあって、後継者育成に困難を抱えており、消滅の危機に瀕しているといわれている。

### モダン・ハワイアン・ウェイファインディング
現在最も隆盛を誇っているのは、1980年にハワイで考案され、ポリネシア各地に広められた系統である。これはナイノア・トンプソンが、マウ・ピアイルックから直接伝授されたカロリン諸島系の技術と、ハワイ大学付属実験学校ホノルル校の教師で地質学者でもあるウィル・クセルクから学んだ西洋天文学の知識を組み合わせたもので、古代ポリネシアの技術と直接の関係は無い（詳細は「ナイノア・トンプソン」の項にて解説）。
この技術は「モダン・ハワイアン・ウェイファインディング modern Hawai'ian wayfinding」と呼ばれ、ナイノア・トンプソンが作成した「スター・コンパス」をもとに、ミクロネシア系の海洋波観測、生物相観測技術（エクスパンデッド・ランドフォール）を付加し、さらにポリネシア特有の状況（南北方向の移動距離が極めて大きい）に対応して「天頂星（Zenith Star）」や「対の星（Star Pairs）」観測の技術を創出したものである。代表的な航法師としてナイノア・トンプソンが挙げられる。
「ウェイファインディング」の語はウィル・クセルクの考案である（クセルク：2006）。

## 実際の航法
実際に船を出してから目的地に到達するまでの航法は、航法を行う海域や流派によって著しく異なるので、一般化して解説することは難しい。例えばソシエテ諸島からアオテアロア（ニュージーランド）を目指す場合、南東の貿易風を利用してポート・タック（左舷開き）で南西の進路を維持し、日没時の太陽の位置で微調整を行えば、かなりの確率でアオテアロアに到達可能である。またカロリン諸島のように島と島の間が詰まった海域では、エタク・システム（航法師が航法の目印となる島々の心的表象を航海カヌーを取り巻く水平線の上に配置し、航海カヌーの進行に従ってそれらを移動させる。航法師は目印となる島々の心的表象の位置によって現在位置を把握する）が有効である。
ここではナイノア・トンプソン式の航法技術による、ハワイ・タヒチ間の航法を紹介する。
1. 出航後、航法師は北東貿易風に対しポート・タックを指示。ひたすら東への距離を稼ぐ。ソシエテ諸島はハワイより東に存在する為である。
2. 航法師はハワイ諸島、マルケサス諸島、ツアモツ諸島、ソシエテ諸島、クック諸島の心的表象を把持し、それらを航海カヌーを取り巻く水平線上に配置する。これらの心的表象は航海が進むに従って水平線上を水平に移動する。心的表象の位置は32方位のスター・コンパスの区切り（ハウス）によって把握される。
3. 航法師は予めプラネタリウムにおいて学習してある星々の動きを観察し、現在の緯度を推測する。緯度は北緯何度、南緯何度というような数値によって把握される。緯度算出に利用される星の数は百前後である。
4. 航法師は船の針路を天体と海洋波の観察によって推測する。基本となるのは天体観察であり、天体が観察出来ない時には海洋波を利用する。方角の推測に用いられる天体は数個程度である。
5. 航海カヌーがソシエテ諸島より充分に東に出たと航法師が判断した所で、航法師は航海カヌーを真南に向ける。
6. 赤道無風帯通過後、南東貿易風に対し詰め開きに近いポート・タックでなるべく西に流されないようにして南下。ツアモツ諸島を目指す。
7. 航海カヌーがツアモツ諸島に充分に接近したと航法師が判断した段階で、航法師は乗組員に鳥類の探索を指示。アジサシ類が最初の目標となる。また椰子の葉などの漂流物も目印となる。このような陸地探索法は「エクスパンデッド・ランドフォール」と呼ばれる。
8. アジサシ類が発見されると、航法師はアジサシの行動の観察から島の方向を推測。航海カヌーをそちらに向ける。
9. ツアモツ諸島のいずれかをランドフォール（視認）し、必要であればそこからソシエテ諸島までの航程を再計算する。
10. 再びエクスパンデッド・ランドフォールを行い、東側からタヒチ島に接近、入港する。

## 航法技術の復興運動
- ミクロネシア
  - 1970年代初頭、ミクロネシアにおいて、サタワル島とプルワット環礁の航法師たちがお互いに技術を競いあい、久しく絶えていた遠洋航海に挑んでこれを成功させるという事例が相次いだ。1970年にはルイス・レッパンがサイパン・サタワル間の航海を数十年ぶりに成功させ、1975年には同じくルイス・レッパンが航法師を務めた「チェチェメニ」がサタワル島から沖縄島までの航海を成功させた。1986年、ヤップ島のベルナルド・ガアヤンがヤップから小笠原父島まで「ペサウ」で航海している。またマウ・ピアイルックの一族はヤップ島において、航法技術を学ぶ為の学校を開設する準備を進めている。
- ポリネシア
  - 1970年代、ハワイやタウマコで航海カヌーが久しぶりに建造される。1976年の「ホクレア」がハワイ・タヒチ間往復航海を成功させる。1987年、マタヒ・ワカタカとフランシス・コーワンが「ハワイキヌイ」でタヒチからアオテアロア（ニュージーランド）まで航海。同年、「ホクレア」もアオテアロアに到達。1992年の太平洋芸術祭ではクック諸島、アオテアロア、タヒチなどで航海カヌーが建造され、ナイノア・トンプソンから彼の航法技術が伝授された。

## 「スター・ナヴィゲーション」を取り巻く諸言説
オセアニアの伝統的航法術は20世紀初頭から一部の研究者の注目を集めており、1960年代から80年代にかけ、デヴィッド・ルイスやリチャード・ファインバーグ、ベン・フィニー、トマス・グッドイナフ、秋道智彌、須藤健一らによる研究が進んだ。ルイスはタウマコ島やサタワル島、プルワット環礁の航法師を実際に伴っての実験航海を繰り返し行い、これらの航法技術の概要を示した。ファインバーグはソロモン諸島国の域外ポリネシアの口承研究から出発し、オーラル・ヒストリーや社会学的な研究に業績を残した。またベン・フィニーは双胴の帆走カヌー「ナレヒア」「ホクレア」などを建造し、実験考古学の手法を用いて古代ポリネシア人の航海技術を考察した。秋道智彌はサタワル島で3年間のフィールドワークを行い、ウォファヌ（いわゆる「星の歌」）やエタックの概要を明らかにした。須藤健一は同じくサタワル島をフィールドとし、航海術を社会学的に考察した。
1980年代に入ると、ナイノア・トンプソン率いる「ホクレア」が実験航海と先住民の権利回復運動の分野で華々しい実績を上げ、ナイノア・トンプソンが「スター・ナヴィゲーション」の象徴として英語メディアに登場するようになる。
1990年代になると、文化英雄として揺るぎない地位を築いたナイノア・トンプソンの語るソフトなエコロジーは、ニューエイジの思想家・活動家からも注目を集め、日本でも星川淳（翻訳家・現グリーンピース日本事務局長）や龍村仁（映画監督）、内田正洋（アウトドアライター）らがナイノア・トンプソンに接近してゆく。
この流れは2000年代に入るとさらに加速し、折からのハワイ・ブームやロハス・ブームともリンクして、「スター・ナヴィゲーション」を巡る言説は完全にナイノア・トンプソンと「ホクレア」が中心となる。

## 日本における展開
1990年代末、ハワイのレジェンドサーファーの一人であるタイガー・エスペリが数年間鎌倉市に居住して現代ハワイの航海カヌー文化復興運動を紹介し、いわゆる湘南地域で航海カヌーを建造しようという動きが見られるようになった。この動きを主導したのは前出の内田正洋であったが、資金面の問題もあって計画は暗礁に乗り上げた。一方、アウトリガー・カヌー・クラブ・ジャパンは内田らの計画とは別に航海カヌー建造を計画し、荒木汰久治を中心として2004年に「海人丸（うみんちゅまる）」と名付けられた双胴の航海型カヌーを沖縄の伝統漁船サバニを使って完成させた。
荒木らは2005年4月から7月にかけ、当時愛知県で開催されていた博覧会まで人力航海に挑戦した。途中、沖縄島から九州島までの間をこの「海人丸」を用いた「スター・ナヴィゲーション」による航海に挑戦し、これを成功させている。この時の航法担当者は荒木であった。荒木は前出のナイノア・トンプソンとも親交を持っているが、航法を行った海域がナイノアの知るポリネシアとは全く異なる為、ナイノア流の近代ウェイファインディングをそのまま流用せず、夜間航海は最長2日までとし南西諸島、トカラ列島の島々の緯度経度を暗記しながら漕破した。